# 奥田努
奥田 努（おくだ つとむ、1981年2月25日 - ）は、日本の俳優。静岡県出身。身長175cm。血液型はA型。所属劇団は人気男優劇団劇団Studio Life。2000年の劇団オーディションにて入団。及び演劇企画集団Jr.5（ジュニファイブ）代表でありメンバー。2012年頃より劇団公演の他に外部出演の機会も増えている。

## 人物
- 趣味はボクシング・バスケットボール・ギター[2]。
- 抜群の身体能力の高さと演技センスで、シリアスからコメディまで幅広く演じわけることで定評がある[4]。
- 持ち前のユーモアさやいじられキャラにより、劇団同期の姜暢雄と小野健太郎と共に劇団内外より三馬鹿と呼ばれ親しまれてる[5]。
- ボクシングのライセンス取得の為2002-2003年の間一時劇団を休団している。無事取得したものの、更新をせずにライセンス失効[6]。ただし、劇中ではボクシングで培ったキレをのある動きを存分に見せている。
- 2016年にはスタジオライフの 緒方和也、流山児★事務所の山下直哉と共に、演劇ユニット・ヤマガヲクを結成。「映画の値段で演劇を！」というコンセプトのもと1500円にチケット価格を設定、旗揚げ公演は成功をおさめた[7]。

## 出演作品
※太字は主役・メインキャラクター

### 劇団スタジオライフ出演作品
2001年
- トーマの心臓（アル）
- 訪問者（グスタフ少年）
- 死の泉（ゲルト）
- ブギトゥ・バグース（三郎 他）
- Sons（ハーブ）

2002年
- 月の子（宇宙飛行士）
- LILIES（ジャン・ビロドー）

2003年
- OZ（1032/兵士 他）
- WHITE（三角草太郎）
- LILIES（ジャン・ビロドー）
- DAISY PULLS IT OFF（トリクシー・マーティン）

2004年
- MOON CHILD〜月の子〜（ティルト）
- DRACULA（キンシー）
- パサジェルカ　女船客〜秘した過去が手招く旅路〜（イエルジー）
- ドリアン・グレイの肖像（ジェイムズ）

2005年
- メッシュ（ドルー）
- 白夜行 第1部（菊地文彦）
- 白夜行 第2部（高宮誠/少年亮司）

2006年
- ヴァンパイア・レジェンド（シュピールスドルフ将軍）
- DRACULA（ツガニー人）
- トーマの心臓（ユリスモール）
- 夏の夜の夢（ディミートリアス）

2007年
- Romeo & Juliet（ティボルト）
- アドルフに告ぐ（赤羽刑事）

2008年
- 夏の夜の夢（ディミートリアス）
- TA MA GO YA KI（時男）
- マージナル（ネズ）
- 死の泉（少年フランツ）

2009年
- LILIES（ジャン・ビロドー）
- 十二夜（セバスチャン）

2010年
- トーマの心臓（サイフリート）
- 訪問者（担任/ロストック）
- WHITE（バオバブ ＝ 桜子）

2011年
- リアル シンデレラ ストーリー（山田（ネロ））
- 夏の夜の夢（ボトム）
- 十二夜（コーラス隊）

2014年
- 大いなる遺産（ジョー）

2015年
- 夏の夜の夢（ボトム）
- Trip,Trip,Trip（三郎/イルワン/刑事）
- WHITE（用務員＝ハクション）
- アドルフに告ぐ（アドルフ・カミル）
- PHANTOM THE UNTOLD STORY（ジャベール）

2016年
- The Other Life Vol.9 BLOOD RELATIONS 〜血のつながり〜（ハリー・ウィンゲート）

2017年
- エッグ・スタンド（ゲルト）

2024年
- ガラスの動物園（トム・ウィングフィールド）

2025年
- ガラスの動物園（トム・ウィングフィールド）

### 外部出演作品
2002年
- 卒塔婆小町 - 日本橋劇場

2006年
- 「I see i」Sleep - 神楽坂die pratze

2007年
- ミュージカル「あらしのよるに」 - 青山劇場
- かうしてPrologue - ウエストエンドスタジオ

2009年
- BASARA〜謀略の城〜シェイクスピア「マクベス」より - 俳優座劇場

2010年
- Romeo×Juliet - シアターグリーン　BOX in BOX THEATER
- トライフル - シアターグリーン BIG TREE THEATER

2011年
- ユルネバ〜完全版〜 - アジノモトスタジアム特設会場

2012年
- Sの悲劇 - サンモールスタジオ
- ロミオとシラノとジュリエット - ザ・ポケット
- Jr.5 festival 2012『十年経ったらさようなら』- ウエストエンドスタジオ
- Wife&Husband - ワーサルシアター

2013年
- 同一キャスト3劇場連動同時上演「ダブルブッキング!」 - 本多劇場・「劇」小劇場・小劇場 楽園
- 劇団東京都鈴木区「ヒーローアゴーゴー!」 - シアターKASSAI（脚本演出：鈴木智晴）
- メンズクラクラ日記 - 東京芸術劇場シアターウエスト（アフタートークゲスト）
- アトミック☆ストーム - 座・高円寺1（演出：中屋敷法仁）
- 帰郷-The Homecoming- - シアター風姿花伝（アフタートークゲスト）
- 劇団たいしゅう小説家Present`s「Santa Claus Con-Game」- あうるすぽっと
- abc★赤坂ボーイズキャバレー 裏FINAL! 最後の充電! - 博品館劇場

2014年
- アトリエ・ダンカンプロデュース 七変化音楽劇「有頂天家族」- 本多劇場・京都劇場（脚本演出：松村武）
- 劇団カムカムミニキーナ「遮光器」〜サングラス・グループの結成〜 - ウエストエンドスタジオ・なら100年会館（脚本演出：松村武）
- 江古田のガールズ「解散」 - 本多劇場
- とりあえず、ボレロ - 代々木上原Ito・M・Studio（作：清水邦夫）
- 劇団カムカムミニキーナ本公演「G(ギガ)海峡」〜禍福はあざなえる縄 のごとし〜 - 座・高円寺1・大阪ABCホール（脚本演出：松村武）

2015年
- Jr.5 festival 2015「食卓の華」- ウエストエンドスタジオ

2016年
- 江古田のガールズ7周年記念特別公演「仮面音楽祭」- 本多劇場
- 新宿公社 第1回公演「ノンフィクション」- シアター風姿花伝
- 芸術集団 地下空港 第14回本公演 音楽劇「赤い竜と土の旅人」- すみだパークスタジオ倉
- 「昆虫戦士コンチュウジャー」 - 紀伊國屋ホール
- ヤマガヲク 第1回公演「黄昏ワルツ 〜吹き飛ばされそなダンボール三つ〜」- ウエストエンドスタジオ
- Jr.5 festival 2016「厚い雲に覆われた光」- ウエストエンドスタジオ
- ソラリネ。#16「PANGEA」- シアターノルン

2017年
- 江古田のガールズ「パル子の激情」- 本多劇場
- 朝劇「恋の遠心力」- GLASS DANCE 新宿店
- 「昆虫戦士コンチュウジャー〜ただの再演じゃ終わらない、そうだろみんな！？〜」- あうるすぽっと
- 「昆虫戦士コンチュウジャー2〜激突！恐怖の戦士、ネオコンチュウジャー！〜」- 全労済ホール／スペース・ゼロ
- ヤマガヲク 第2回公演「署名人」- ウエストエンドスタジオ
- 新宿公社番外公演vol.2 「ドライブイン・ローレル・キャニオン」- エビスSTARバー
- オーストラ・マコンドー「お父さんとお母さん」- 新宿眼科画廊 地下スペース

2018年
- 山口ちはるプロデュース「千に晴れる」- OFF・OFFシアター
- 犬と串本公演case.17「ピクチャー・オブ・レジスタンス」- 恵比寿・エコー劇場
- Yプロジェクト公演 Re-bone「風雪の城〜LEAR〜」- 渋谷伝承ホール
- 舞台芸術集団 地下空港 詩的・移動参加型演劇「Were Born / ワー・ボーン」- 表参道NORA HAIR SALON
- 舞台芸術集団 地下空港 舞台「暁の帝〜壬申の乱編〜」- 池袋シアターグリーン BIG TREE THEATER
- 東京ジャンクZ vol.8「蒼いラフレシアの鼓動〜The beat of blue Rafflesia〜」- 花まる学習会王子小劇場
- 演劇企画集団Jr.5 vol.7「徒然アルツハイマー」- ウエストエンドスタジオ
- 新宿公社「少女地獄」- サンモールスタジオ

2019年
- ミュージカル「イヴ・サンローラン」- よみうり大手町ホール・兵庫県立芸術文化センター 阪急 中ホール（脚本演出：萩田浩一）
- ヤマガヲク 第3回公演「エダニク」- ウエストエンドスタジオ
- 劇団東京都鈴木区「ミュージカル 時給探偵」- ひつじ座
- 演劇企画集団Jr.5 vol.8「明けない夜明け」- ウエストエンドスタジオ
- 亜細亜の骨「野良犬之家」- 山吹ファクトリー
- Offbeat Studio 第一回公演「カケチガイ」- ウエストエンドスタジオ

2020年
- 演劇企画集団Jr.5 vol.9「灰になる」- 下北沢 小劇場B1
- 亜細亜の骨 超空想科学奇譚「食用人間～トリコジカケの中華料理～」- ウエストエンドスタジオ
- 演劇企画集団Jr.5 vol.10「晴　のち」- 駅前劇場

2021年
- asianrib plus2021 お家で楽しむ配信演劇 The Streaming Theater「また今度！」-配信限定公演
- 演劇企画集団Jr.5 vol.11「徒然アルツハイマー」再演 - 駅前劇場
- ISAWO BOOKSTORE + Sun-mallstudio produce「モナリザの左目」- サンモールスタジオ（中止）
- 朗読劇「トップスまで、あと５秒！」- 新宿シアタートップス
- ガレキの太鼓 ミュージカル「We can fly」- 三鷹SCOOL
- 演劇企画集団Jr.5 vol.12「硝子はオバサン」- ウエストエンドスタジオ

2022年
- くじら座なごや #06「ふぶきのあした」
- 演劇企画集団Jr.5 vol.13「白が染まる」- 駅前劇場
- ガレキの太鼓『「没入すると怖いよね、恋愛」の略で没愛』- OFF・OFFシアター
- ONEOR8「千一夜」- 新宿シアタートップス
- 演劇企画集団Jr.5 vol.14「ねじ廻る」- 駅前劇場

2023年
- チーズtheaterプロデュース公演「海と日傘」- 駅前劇場
- 亜細亜の骨「ミラクルライフ歌舞伎町」- 新宿シアター・ミラクル

2024年
- チーズtheater 第8回本公演「川辺市子のために」- サンモールスタジオ
- 演劇企画集団Jr.5 vol.16「世界、」- ウエストエンドスタジオ

2025年
- calmoプロデュース #3「また逢いにゆく」 - テアトルBONBON

### イベント
- スタジオライフ関連イベント（入団時〜現在）
- Jr.5 festival 2010『十年経っても変わらない僕たち』（2010年8月20日 - 22日）
- イルの羽化 produced by milly la forêt（2010年11月29日）
- milly la foret「LIVE 010 冬の牧草」（2011年12月18日）
- Jr.5 festival 2012『十年経ったらさようなら』（2012年7月20日 - 23日）
- milly la foret「LIVE 012 森の薬草」（2012年8月18日）
- ノンキー青空市5（2012年8月19日）
- BARABAN NIGHT！41st 〜大忘年会！〜（2012年12月28日）
- 人狼ゲームThe beginning of Lie（2013年2月2日）
- Susumu Kashiwa Presents「LOVE（仮）」（2013年10月14日）
- 柏進20年目のPUNK!いい男と作りたい4つの芝居episode3（2014年2月22日・23日）
- 荒木の部屋（2014年4月12日）
- クジカン×キカク〜朝10時に稽古を開始した役者が19時に本番を迎えることは本当にできるのか？（2014年9月8日）
- Jr.5 festival 2014『今年もとりあえずJr.5祭りです。』（2014年10月17日 - 19日）
- Jr.5 festival 2015『食卓の華』（2015年8月6日 - 11日）
- 江古田のガールズpresents「金曜日のお通夜」（2017年1月27日）
- JP誕生祭（2017年11月11日）
- JP誕生祭（2018年11月11日）

### ドラマ
- ハケンの品格（2007年1月10日 - 3月14日、日本テレビ） - レギュラー
- 働くゴン!（2009年9月23日、日本テレビ）

### テレビ
- めざにゅ〜「LoveLoveプチめにゅ～！」（2007年7月31日、フジテレビ）
- OGエンターティメントTV NAVI　♯149（2013年1月、TAKARAZUKA SKY STAGE）
- 進撃のヒーロー（2013年3月6日、TBS）

### CM
- 味の素インフォマーシャル（2010年11月）

### 映画
- 愛を歌うより俺に溺れろ！（2012年公開）

### インターネットTV・ラジオ
- アメスタ『NIHK』ゲスト出演（2013年12月15日）
- カムカム☆STREAM（2014年5月15日、6月1日）
- webTV「エンタの素」(2015年6月25日)
- 名塚佳織のかもさん學園(2015年7月6日配信)
- webTV「エンタの素」(2016年8月11日)
- エフエム世田谷「劇ナビ！！」(2016年8月24日)
- ラジオフチューズ「府中の仲間たち」(2021年6月2日)
- Sunday nightはボブ美とTYOME×2 第三十一夜(2021年11月21日)
- YouTubeチャンネル「奥田と過ごす水曜日」(2022年4月20日～毎週水曜日放送)

### CD
- milly la foret『Bois Bleu ＜ボア・ブルー＞』 - ゲストミュージシャンとして参加